# Липкин, Николай Никитич
Никола́й Ники́тич Ли́пкин (?—1855) — русский военный моряк, герой Севастопольской обороны.

## Биография
Обучался в Морском кадетском корпусе с 1820 года, по окончании которого в 1824 году был произведён в гардемарины и на фрегате «Патрикий» крейсеровал в Немецком море.
Произведённый в 1827 году в мичманы, был назначен в Черноморский флот и на корабле «Париж» участвовал при взятии крепостей Анапы и Варны в 1828 году, за что был награждён орденами св. Анны 3-й и 4-й степеней. Совершая морские кампании и повышаясь в чинах, капитан-лейтенант Липкин 26 ноября 1850 году за беспорочную выслугу 25 лет в офицерских чинах был награждён орденом св. Георгия 4-й степени (№ 8505 по списку Степанова — Григоровича).
В 1854 и 1855 годах Липкин состоял в гарнизоне, оборонявшем Севастополь, когда был ранен осколками бомбы в обе руки, с переломом лучевых костей; получив облегчение, хотя и не владея правой рукой, он снова явился на 4-й бастион, где, командуя правым флангом, был контужен в голову, но продолжал оставаться на бастионе. За это дело он был произведён в капитаны 2-го ранга. 25 апреля 1855 года Липкин был убит пулей в грудь навылет.